# 6635 Zuber
6635 Zuber (1987 SH3) là một tiểu hành tinh vành đai chính bên trong được phát hiện ngày 16 tháng 9 năm 1987 bởi C. S. Shoemaker và E. M. Shoemaer ở Đài thiên văn Palomar.